# Стефан Урош III Дечанский
Сте́фан У́рош III Де́чанский (серб. Стефан Урош III Дечански, ок. 1276 или после 1284 — 11 ноября 1331, Звечан) — король Сербии из династии Неманичей, сын короля Милутина (1282—1321) и отец царей Стефана Душана и Симеона Синиши.
В юности был заложником при дворе хана Ногая — король Милутин стремился избежать войны с татарами, и отправка Уроша ко двору хана гарантировала, что сербы не будут посягать на земли, которые Ногай считал находящимися в своей сфере влияния. После побега Урош был отправлен отцом в качестве наместника в Зету, где традиционно правили наследники престола. Спустя несколько лет он поднял бунт против отца, был ослеплён и сослан в Константинополь. Взошёл на престол в результате длительной борьбы со своим братом Константином и двоюродным братом Владиславом. Правление Уроша III ознаменовалось активной внешней политикой. Он продолжил расширение страны за счёт завоеваний византийских областей. В 1330 году в битве при Велбужде ему удалось нанести поражение болгарской армии, что серьёзно ослабило Болгарию. Усилиями Уроша III Сербия стала наиболее мощным государством на Балканах.
В 1331 году был свергнут своим сыном Урошем Душаном и вскоре умер при загадочных обстоятельствах. Был похоронен в своей задужбине — монастыре Высокие Дечаны, по которому получил прозвище Дечанский. В 1339 году канонизирован Сербской православной церковью.

## Биография

### Ранние годы и правление в Зете
Точная дата рождения Уроша III неизвестна. Историки также расходятся во мнениях, которая из жён Уроша II Милутина была его матерью. Ряд исследователей считает, что Урош III родился в браке Уроша II Милутина с дочерью одного из сербских феодалов около 1275 года. По мнению тех, кто считает его матерью Анну Тертер, он родился после 1284 года. 
В 1292 году король Милутин вступил в конфликт с деспотом болгарского города Видина Шишманом, завершившийся победой Сербии и укреплением её позиций — Шишман стал сербским вассалом. В ответ сюзерен Шишмана хан Ногай начал приготовления к походу на сербов. Основу его крупной армии составила татарская и половецкая кавалерия. Узнав о готовящемся нападении, Милутин отправил в ставку Ногая посольство, которое прибыло в момент, когда армия начала выступление. Детали переговоров неизвестны, однако послам удалось убедить Ногая, что Сербия не претендует на те земли, которые хан считал своими или находящимися в своей сфере влияния. Ногай поверил послам и отказался от вторжения. Для гарантий он потребовал от сербского короля заложников. Из Сербии в 1292 или 1293 году в его ставку прибыли сын Милутина Урош и дети ряда крупных феодалов. В заложниках они провели около семи лет и сумели бежать только после гибели Ногая в 1299 году.
Вскоре после возвращения Уроша в Сербию его отец Милутин женил его на дочери болгарского царя Смилеца Феодоре. Считая Стефана престолонаследником, Милутин передал ему в управлению область Зету (Дуклю), имевшую особый статус в Сербии, так как там по традиции правил будущий король. Предположительно, именно в Зете у Уроша родились сыновья Душан и Душиц и дочь Елена.

### Бунт против отца и изгнание
В 1314 году Урош начал бунт против своего отца Милутина. Вокруг него в предшествующие годы группировалась та часть властелы, которая была недовольна внешней политикой Милутина. Точно неизвестно, почему Урош выступил против отца. По одной из версий, которой придерживались сербские летописцы того времени, на бунт его подбила окружавшая его знать. По другой версии, он опасался, что Милутин не назначит его наследником, так как расторг брак с его матерью Аной Тертер. Это фактически превращало Уроша во внебрачного сына, не имеющего прав на престол. Однако Милутин отправил его наместником в Зету, которой традиционно управляли наследники сербского престола.
И Урош, и Милутин начали собирать войска. Милутин мобилизовал большую армию и вторгся в Зету. В то же время силы его сына серьёзно уменьшились, так как часть ранее поддерживавших его феодалов бежала из его лагеря вместе со своими отрядами к Милутину. Войска встретились на реке Бояне, однако до битвы не дошло. Король предложил своему сыну переговоры. Урош, понимавший, что его дело проиграно, встретился с отцом и попросил прощения. По окончании переговоров Милутин приказал схватить его и отвезти в Скопье. Его было приказано ослепить и затем вместе с женой и двумя сыновьями сослать в Константинополь. Между тем зрения он не потерял. Возможно, палач был подкуплен и не коснулся глаз.
В Константинополе Урош жил при дворе императора Андроника II, который оказал ему покровительство. Спустя некоторое время после изгнания из-за болезни умер младший сын Уроша Душиц. Примерно в 1320 году Урош стал просить отца о прощении и разрешении вернуться в Сербию, в чём его поддержали иерархи Сербской православной церкви. В конце того же года или в начале 1321 года Милутин позволил ему вернуться домой. В управление Урошу была выделена жупа Будимлье, а его сын Душан остался заложником при дворе Милутина.

### Борьба за престол
29 октября 1321 года Милутин внезапно скончался в своей резиденции в Неродимле. Это дало толчок к началу борьбы за престол между его наследниками. Свои претензии заявил второй сын Милутина, Стефан Константин, который до изгнания Уроша был наместником Захумья, а после был назначен отцом править Зетой. Возможно, что именно Константина в последние годы Милутин считал престолонаследником. Как только Урош узнал о смерти отца, он заявил, что милостью святого Николая к нему вернулось зрение. Весть о чуде быстро разошлась по всей стране, и к Урошу стали прибывать многочисленные сторонники. Армия и властела раскололась — часть их встала на сторону Уроша, а другая часть заявила о лояльности Константину.

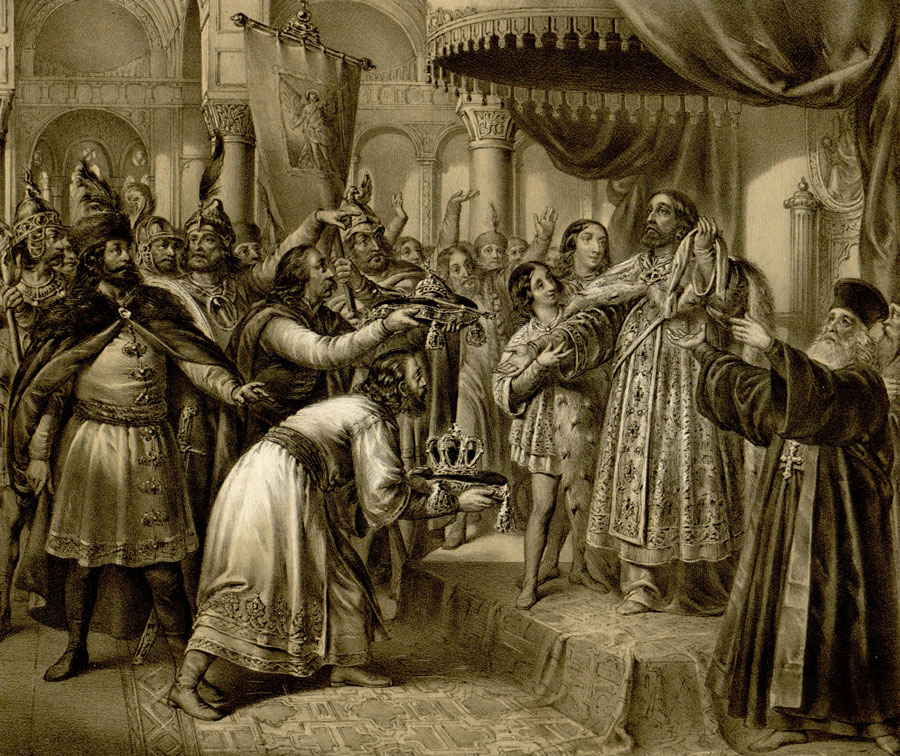
Коронация Уроша III. Литография Анастаса Йовановича

Значительную поддержку Урошу оказала Сербская православная церковь. Возможно, именно по её инициативе архиепископ Никодим короновал Уроша под именем «Стефан Урош III, благоверный король сербских и приморских земель», в то время как Константин ещё не был разбит и также заявлял претензии на престол. Желая избежать войны, Урош предложил своему брату признать коронацию, обещая сделать его вторым человеком в государстве. Однако Константин отказался. С одной стороны, он считал, что Урош слеп и не может управлять страной, а с другой — ему удалось собрать крупное войско, значительную часть которого составили иностранные наёмники. В произошедшей вскоре битве армия Константина была разбита, часть его сторонников перебежала на сторону Уроша, а сам он попал в плен. По приказу Уроша Константин был казнён, будучи прибитым железными гвоздями к доске. После этого среди народа распространились слухи, что Урош велел отрубить голову брата и пил из черепа, как из чаши.
Другим претендентом на трон был сын дяди Уроша — Драгутина — Стефан Владислав II, которого Милутин заключил в темницу и лишил его владений. После смерти Милутина Владислав бежал из тюрьмы в свои прежние владения, где провозгласил себя королём Сербии и начал чеканить собственную монету. Его поддержали дворяне, служившие его отцу Драгутину, а также венгерский король и его вассал боснийский бан Степан Котроманич. Война Стефана Уроша с Владиславом тянулась до весны 1324 года, а основные сражения произошли около Рудника и Островицы. В их результате Владислав был побеждён и бежал в Венгрию, где и скончался.

### Женитьба на Марии Палеологине
В октябре 1322 года жена Стефана Уроша Феодора умерла, и он решил жениться во второй раз на дочери Филиппа Тарентского и, таким образом, породниться с Анжуйской династией. Брак не состоялся, вероятно, из-за того, что изгнанный Урошем Владислав через свою мать имел родственные связи с Анжуйским домом. Потерпев неудачу, Урош остановил свой выбор на Марии Палеологине — дочери Иоанна Палеолога, племянника императора Андроника II Палеолога, на которой женился в 1324 году.
Сам Иоанн Палеолог давно хотел создать независимое государство между Сербией и Византией со столицей в Салониках и в этом браке своей дочери видел первый шаг к достижению этой цели. Он сумел убедить сербского короля атаковать Византийскую империю. Испугавшись такого развития событий, император Андроник II Палеолог предложил Иоанну титул кесаря, если он покорится, но тот вскоре умер.

### Войны с Дубровником и Болгарией

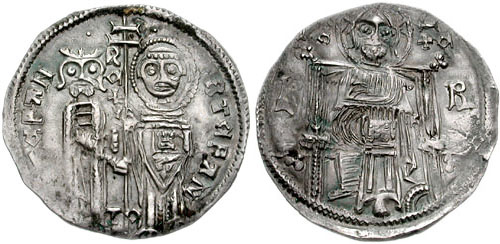
Монеты короля Уроша III

Следующий конфликт у Уроша произошёл с Дубровником. Несмотря на то, что после коронации он подтвердил все прежние привилегии для дубровницких купцов, те поддержали его соперника Стефана Владислава, а один из них даже командовал обороной Островицы, которую штурмовали войска Уроша. Кроме того, около 1325 года управлявшие Стоном сербские феодалы Бранивоевичи начали атаки на Дубровник. Неизвестно, была ли это инициатива Уроша или они действовали самостоятельно, так как стремились добиться независимости от Сербии и упрочить своё положение. В этой войне на сторону дубровчан встал боснийский бан Степан Котроманич, разбивший Бранивоевичей и захвативший Стон и часть Захумья. После этого в конфликт вмешался Урош, атаковавший Дубровник приблизительно во второй половине 1327 года. Сербское войско грабило окрестности города, в ответ дубровницкий флот пиратствовал на море, атакуя корабли сербских торговцев близ Котора. В 1328 году был заключён мир, согласно которому Дубровник обязался вернуть земли, захваченные у Бранивоевичей.

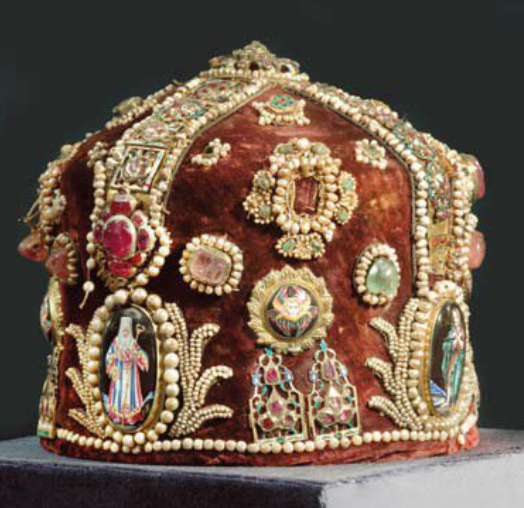
Корона короля Уроша III

В это время обострилась династическая борьба в Византии. Андроник III Палеолог восстал против своего деда Андроника II и после непродолжительной борьбы добился признания себя в качестве соправителя. Однако достижения этой цели было недостаточно, и обе стороны вновь стали готовиться к войне. Император Андроник II обратился за помощью к сербам. В разгар гражданской войны Андроник III, которого поддержал болгарский царь Михаил Шишман, в 1328 году занял Македонию и Албанию. Сторонники Андроника II укрепились в городах сербско-византийской границы — Мельнике, Просеке и Струмице. В 1328 году Андроник III вошёл в Константинополь. В это время король Урош прибыл с армией на сербско-византийскую границу, но, поняв, что Андроник III уже победил, отказался от наступления. Определённую роль в этом сыграли и настроения его полководцев и феодалов, активно отговаривавших его от вступления в войну. В 1328 году болгарский царь неожиданно разорвал союз с Андроником III и во главе войска в 3000 солдат встал на сторону Андроника II. Перейдя болгарско-византийскую границу, он двинулся на Константинополь. Андроник III направил к нему посольство и сумел убедить его отказаться от наступления. После этого Андроник II признал поражение, но ему было позволено остаться при дворе. Спустя два года он постригся в монахи.
Сербы в этом конфликте вели себя достаточно пассивно и ограничились тем, что заняли Просек, где командир местного гарнизона, не желая передавать контроль над городом Андронику III, открыл ворота сербской армии. Для нового византийского императора это стало ещё одной причиной для войны с Сербией. На протяжении 1328 года ему удалось уладить все прежние конфликты с Болгарией и привлечь её царя Михаила Шишмана на свою сторону. Сам Шишман видел в Сербии соперника в борьбе за Македонию, а кроме того, в 1324 году он развёлся с Анной Недой, сестрой короля Уроша III, что серьёзно задело сербов. Таким образом, отношения между Стефаном Урошем и Михаилом Шишманом к тому моменту были довольно напряжёнными.

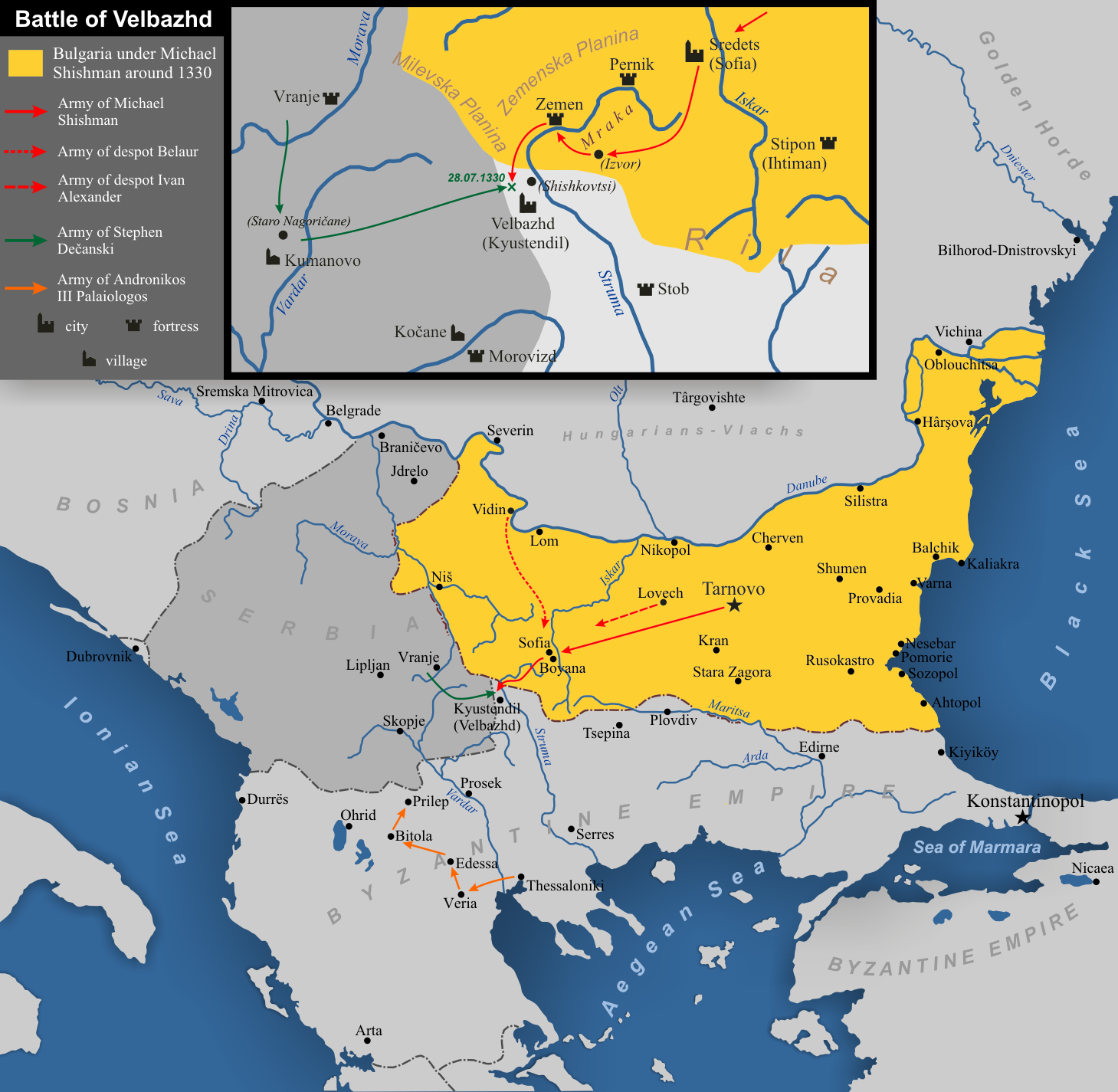
Границы Сербии и Болгарии и схема движения армией перед битвой при Велбужде

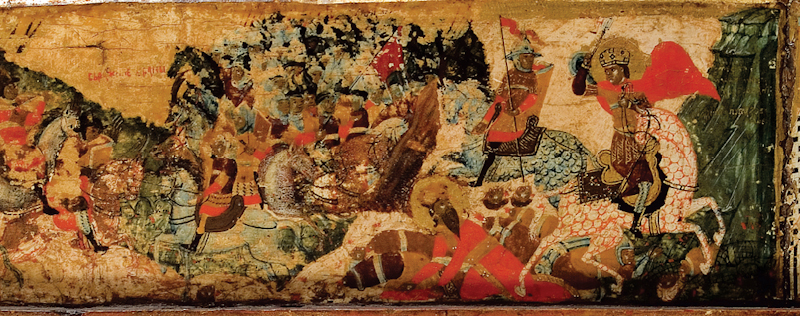
Битва при Велбужде на фреске из монастыря Высокие Дечаны

В 1328—1329 годах сербские отряды совершали небольшие вторжения в подконтрольную византийцам часть Македонии. В 1329 году сербы осадили Охрид, но когда к городу подошла армия Андроника III, они не приняли боя и отступили. Это вынудило византийского императора ускорить подготовку к вторжению в Сербию. Летом 1330 года византийцы напали на сербские владения в Македонии, но не продвигались далеко вглубь территории, ограничившись разорением приграничья. Вскоре границу перешли и болгарские войска, начавшие грабить поселения у реки Струмы. Их возглавлял сам царь Михаил Шишман. Король Урош посчитал болгар более опасными и, чтобы не допустить соединения войск Шишмана с византийцами, двинулся им навстречу. Две армии встретились у Велбужда (современный Кюстендил), но до битвы дошло не сразу. Сербы ожидали подкреплений, а часть болгарских отрядов не находилась в лагере, а разоряла окрестности. Поэтому с целью выиграть время Урош отправил посольство к Михаилу Шишману, предложив ему прекратить войну и вернуться в Болгарию. Болгарский царь не знал о идущем к сербам подкреплении и, увидев в посольстве признак сербской слабости, не стал стягивать разрозненные отряды, которые продолжали заниматься грабежом, а согласился на переговоры с послами. Рано утром 28 июля 1330 года к сербам подошло долгожданное подкрепление, после чего Урош приказал немедленно атаковать. По оценкам современников, обе армии насчитывали примерно по 15 000 солдат. Нападение стало большой неожиданностью для болгар. Главный удар сербы нанесли в центре боевых порядков противника. Наёмники и тяжёлая кавалерия после мощной атаки прорвали оборону болгарской армии, после чего та обратилась в бегство. Согласно летописцам, наёмниками и кавалерией командовал Урош Душан, старший сын короля. По одной из версий, именно он пленил самого царя Михаила Шишмана, который был смертельно ранен и скончался через несколько дней. Согласно другим версиям, Михаил Шишман был казнён сербами или погиб во время бегства.

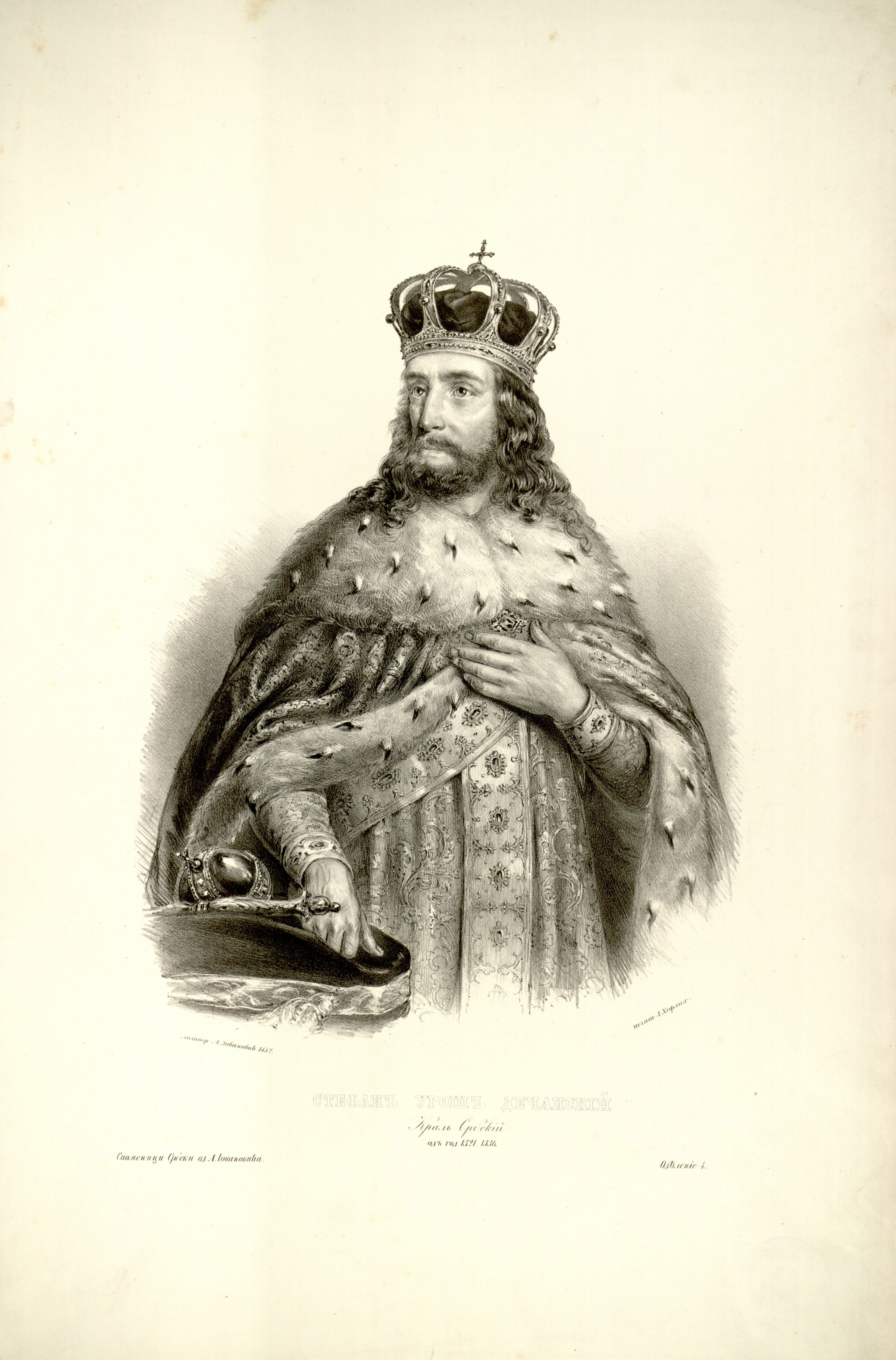
Король Урош III. Литография Анастаса Йовановича

Король Урош, стремясь заключить мир с Болгарией, милостиво обошёлся с пленными болгарскими феодалами, а также позволил им похоронить Михаила Шишмана в церкви в селе Старо-Нагоричино неподалёку от Куманова. Затем сербская армия двинулась вглубь Болгарии. На пути к Тырнову к Урошу прибыло посольство, составленное из представителей болгарской знати, которое предложило мир и объединение Болгарии и Сербии. Урош не захотел присоединять Болгарию, но потребовал передать её престол своему племяннику Ивану Стефану, сыну Михаила Шишмана и Анны Неды, на что послы согласились. Считая, что обезопасил Сербию от дальнейших конфликтов с болгарами, Урош также пообещал болгарским феодалам невмешательство в их внутренние дела, а сама Болгария осталась в прежних границах. Такое решение Уроша было встречено возмущением со стороны сербской властелы, на сторону которой встал и его сын Урош Душан. Война окончилась победой, но Сербия не получила территориальных приобретений, а феодалы лишились возможности грабить болгарские земли. Пытаясь успокоить властелу, Урош отправил её в поход против византийцев. Император Андроник III со своим войском покинул сербские пределы, узнав о поражении болгар, но в занятых им городах были оставлены гарнизоны. Армия сербских феодалов, которой командовал Урош Душан, без боя заняла все ранее захваченные византийцами города. После этого король Урош даровал Урошу Душану в управление Зету, фактически объявив его престолонаследником.

### Восстание Уроша Душана

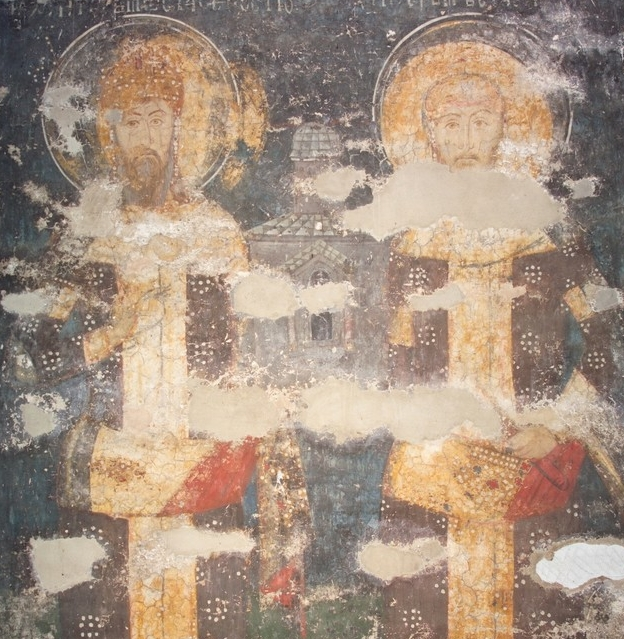
Король Урош III с сыном Урошем Душаном. Фреска из монастыря Высокие Дечаны

Как только Урош Душан прибыл в Зету, вокруг него начала группироваться недовольная властела, среди которой особенно выделялись молодые феодалы, жаждавшие войны. Они начали подбивать Душана на бунт против отца. По версии ряда современников, Урош Душан опасался, что король назначит наследником Симеона Синишу — сына от брака с Марией Палеолог. Осенью 1330 года начался открытый конфликт между королём и его сыном. Королевская армия вторглась в Зету и опустошила её, в то время как Урош Душан избегал боя. Однако королю не удалось нанести военное поражение войскам сына, и он предложил Душану переговоры. На них был восстановлен статус-кво, и королевская армия покинула Зету. Между тем, это было только вынужденной паузой в борьбе. Король Урош стремился наказать сына и ликвидировать угрозу своей власти, а Урош Душан и окружавшие его феодалы опасались королевской мести. Часть ранее поддерживавших бунт аристократов перешла на сторону короля, а оставшиеся требовали от Уроша Душана действий, угрожая также покинуть его, если он не восстанет вновь. В такой ситуации Урош Душан решил нанести упреждающий удар. 21 августа 1331 года с небольшим отрядом отборных солдат он атаковал королевский дворец в Неродимле. Король Урош бежал в крепость Петрич, где вскоре сдался. Вместе с женой Марией Палеолог, сыном Симеоном Синишей и дочерью Феодорой он был заключён в крепости Звечан. 8 сентября 1331 года Урош Душан был коронован в дворце в Сврчине.

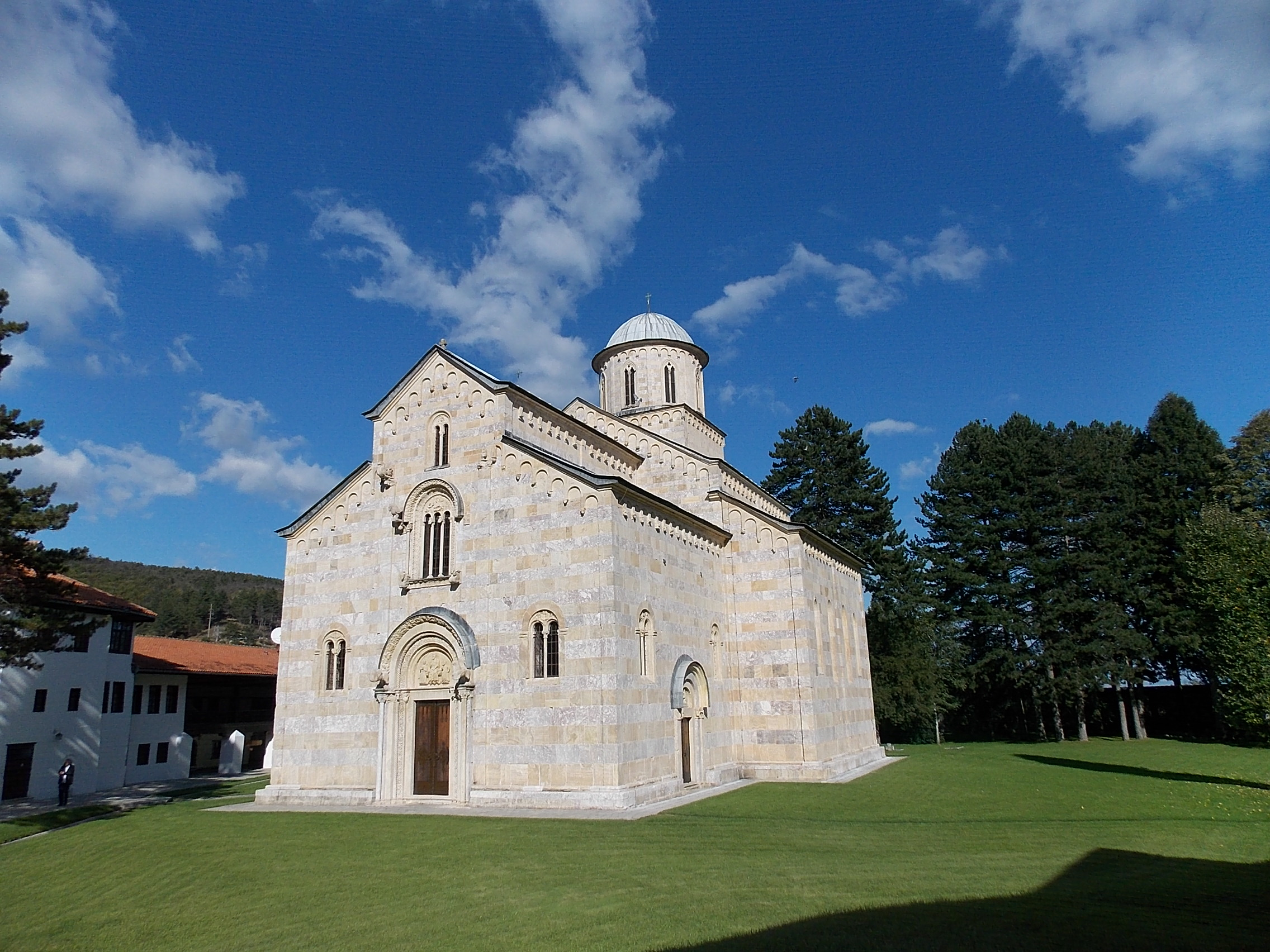
Монастырь Высокие Дечаны — задужбина короля Уроша III

11 ноября 1331 года Урош III умер в Звечане. По одной из версий, он был казнён по приказу Уроша Душана или был задушен им лично. Также существует предположение, что Урош III скончался от естественных причин. Он был похоронен в своей задужбине в монастыре Высокие Дечаны, по которому получил своё посмертное прозвище. В 1339 году он был канонизирован Сербской православной церковью.
Со смертью короля Уроша III связана легенда о проклятии, наложенном им на потомков сына, а позднее и всё сербское государство. Согласно ей, когда к Урошу пришли его убийцы, он проклял своего сына и его потомков. Хотя это проклятие не коснулось Уроша Душана, оно, по легенде, пало на его внука Уроша V, который потерял Сербское царство. Об этой легенде сербы вспомнили, когда князь Лазарь и его воины пали на Косовском поле и Сербия вскоре была завоёвана Османской империей.

## Семья
Стефан Урош был женат дважды. От Феодоры Смилец он имел троих детей:
- сына Душана, будущего сербского короля, а затем — царя
- сына Душица
- дочь Елену, выданную за Младена II Шубича

От Марии Палеологины Урош имел двоих детей:
- сына Симеона Синишу
- дочь Феодору, которая стала женой Деяна Драгаша